# Uncancylus concentricus
Uncancylus concentricus е вид коремоного от семейство Planorbidae.

## Разпространение
Видът е разпространен в Аржентина (Буенос Айрес, Ентре Риос и Кордоба), Бразилия (Баия, Гояс, Пернамбуко и Рио де Жанейро), Колумбия, Коста Рика, Парагвай, Пуерто Рико, Уругвай и Чили.